# Tale of Us
Tale of Us es un dúo de DJs y productores integrados por Matteo Milleri y Carmine Conte. Este proyecto está basado en Berlín, Alemania.
En el año 2018, estuvieron presentes en la lista de los 100 mejores DJs alternativos realizada por DJMag y Beatport.
En julio de 2017, Rockstar Games, desarrollador del videojuego Grand Theft Auto V anunciaron que el dúo de DJs italiano aparecería en la expansión After Hours, junto con otros DJs.